# Cambay
Lo Stato di Cambay (detto anche Stato di Kambay o Stato di Khambhat) fu uno stato principesco del subcontinente indiano, avente per capitale la città di Khambhat.

## Storia
Cambay venne fondato come stato nel 1730 dal penultimo Nawab dell'Impero moghul, Mirza Ja‘far Mu’min Khan I, ultimo dei governatori moghul del Gujarat, all'epoca della divisione dell'India mughal. Nel 1742 Mirza Ja‘far Mu’min Khan I sconfisse suo cognato il nizam khan, governatore del Khambhat, e si pose sul suo trono.
Nel 1780 Cambay venne conquistato dall'esercito inglese guidato dal generale Goddard Richards, ma venne restaurato ai Maratha dal 1783. Lo stato venne reso indipendente dal pascià a seguito del Trattato di Bassein nel 1803. Cambay divenne un protettorato britannico nel 1817. Lo stato ebbe la propria prima ferrovia nel 1901. L'ultimo regnante di Cambay entrò nell'Unione Indiana il 10 giugno 1948.

## Governanti

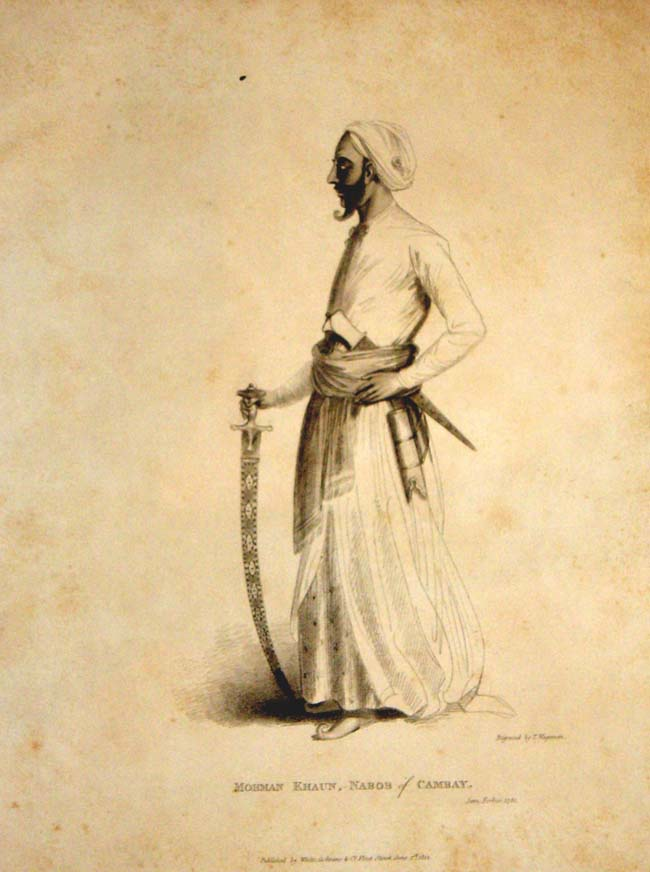
Mu´min Khan, nawab di Cambay.

Lo stato di Cambay venne governato dalla dinastia dei Najm-i-Sani Shia', col titolo di nawab ed il privilegio di un saluto militare con 11 colpi di cannone a salve nelle occasioni ufficiali.

### Nawab[5]
- 1730 - 1742 Ja`far Nizam-e Sani Mu´min Khan I
- 1742 - 1743 Nur ud-Din Muftakher Khan
- 1743 - 1784 Najm ad-Dawla Ja`far Mu´min Khan II
- 1784 - 1790 Mohammad Qoli Khan                 (m. 1790)
- 1790 - 28 ottobre 1823 Fath `Ali Khan                     (m. 1823)
- 1823 - 15 marzo 1841 Banda `Ali Khan                    (m. 1841)
- 1841 - aprile 1880 Husayn Yawar Khan I                (m. 1880)
- 11 giugno 1880 – 21 gennaio 1915 Najib ad-Dawla Mumtaz al-Molk Ja`far `Ali Khan    (n. 1848 - m. 1915)
- 21 gennaio 1915 - 1930         .... -reggente
- 21 gennaio 1915 – 15 agosto 1947 Nizam ad-Dawla Najm ad-Dawla Mumtaz al-Molk Husayn Yawar Khan II     (n. 1911 - m. ....)